# Uppdragsarkeologi
Uppdragsarkeologi är arkeologiska utredningar och undersökningar som efter beslut av länsstyrelse genomförs i samband med markexploatering. I Kulturmiljölagens andra kapitel 11-13 §§ finns bestämmelser för hur den uppdragsarkeologiska verksamheten ska fungera.
Uppdragsarkeologin inför ett byggprojekt påbörjas normalt med en arkeologisk utredning i två steg, då en grävenhet (t.ex. baserad vid länsmuseet) på länsstyrelsens uppdrag undersöker vilka kända eller nyfunna fornlämningar som påverkas. Därpå följer förundersökning, en mindre delutgrävning för att skapa en uppfattning om fornlämningens typ och rumsliga omfattning.
Baserat på förundersökningen upprättas en undersökningsplan som bland annat beskriver undersökningens metod, kostnad och vetenskapliga inriktning. Undersökningsplanen ligger sedan till grund för den särskilda undersökningen som är en mer heltäckande utgrävning av exploateringsytan, följd av rapportskrivning, fyndkonservering, publicering och förmedling till allmänheten av resultaten.
Alla tre stegen i processen läggs ut på anbud om kostnaden kan förväntas överskrida ett visst minimibelopp. Markexploatören (inte nödvändigtvis markägaren) bekostar arkeologin, men länsstyrelsen väljer bland anbuden med utgångspunkt från både pris och vetenskaplig kvalitet.